# Беллингем, Джуд
Джуд Ви́ктор Уи́льям Бе́ллингем (англ. Jude Victor William Bellingham; род. 29 июня 2003, Стаурбридж) — английский футболист, полузащитник испанского клуба «Реал Мадрид» и национальной сборной Англии. Участник двух чемпионатов Европы (2020 и 2024) и чемпионата мира 2022.
В апреле 2024 года стал обладателем премии «Прорыв года» от Laureus World Sports Awards.

## Клубная карьера

### «Бирмингем Сити»
Беллингем присоединился к академии «Бирмингем Сити» в возрасте 8 лет.
Дебютировал за основную команду 6 августа 2019 года в матче Кубка Английской лиги с «Портсмутом» в возрасте 16 лет и 38 дней, став самым молодым дебютантом в истории бирмингемского клуба, а уже 25 августа провёл свой первый матч в Чемпионшипе. Беллингем открыл счёт своим голом 31 августа в матче с «Сток Сити», став также и самым молодым автором гола в истории клуба.
Постепенно футболист стал игроком стартового состава и своей игрой помог «Бирмингему» сохранить место в Чемпионшипе. Всего же Беллингем сыграл за английский клуб 44 матча, в которых отличился 4 раза. Руководство клуба было так впечатлено игрой юного полузащитника, что после того, как стало известно, что Беллингем покинет «Бирмингем» по окончании сезона, закрепило 22 номер за игроком.

### «Боруссия Дортмунд»

#### Сезон 2020/21

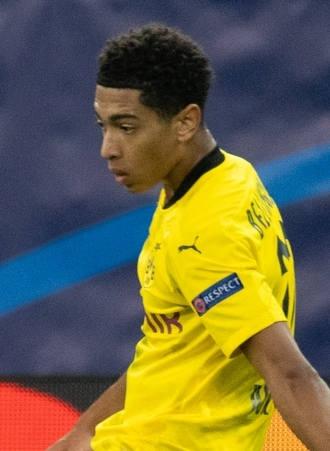
Беллингем в составе «Боруссии»

Ещё в середине сезона 2019/20 об интересе к игроку объявили дортмундская «Боруссия», а также английские клубы «Челси» и «Манчестер Юнайтед». Бывший тренер «красных дьяволов» Алекс Фергюсон даже провёл для Беллингема экскурсию по тренировочной базе клуба в Каррингтоне. Однако 20 июля футболист перешёл в дортмундский клуб за 23 млн евро, став самым дорогим 17-летним игроком в истории футбола. Беллингем взял себе 22 номер, под которым выступал в «Бирмингеме».
Дебютировал за дортмундский клуб 14 сентября 2020 года в матче Кубка Германии против «Дуйсбурга» и в этом же матче открыл счёт своим голам за «Боруссию», став самым молодым автором гола в истории клуба в возрасте 17 лет и 77 дней. Спустя 5 дней, 19 сентября, дебютировал в Бундеслиге, выйдя в стартовом составе против мёнхенгладбахской «Боруссии» и отметившись голевой передачей. В сентябре был признан «новичком месяца» в Бундеслиге. 20 октября дебютировал в Лиге чемпионов, став самым молодым англичанином в истории турнира в возрасте 17 лет и 117 дней. 14 апреля 2021 года забил свой первый гол в этом турнире, открыв счёт в первом четвертьфинальном матче с «Манчестер Сити». 13 мая стал обладателем Кубка Германии, обыграв в финале вместе со своей командой «РБ Лейпциг» со счётом 4-1 (сам Беллингем вышел в стартовом составе, получил жёлтую карточку на 25 минуте, и в перерыве был заменён), выиграв свой первый трофей во взрослой карьере. В первом же сезоне футболист закрепился в основном составе дортмундского клуба, сыграв в 46 матчах во всех турнирах, забив в них 4 гола.

#### Сезон 2021/22
17 августа 2021 года выйдя в стартовом составе в матче за Суперкубок Германии с «Баварией» отметился голевой передачей на Марко Ройса, однако это не помогло «Боруссии» стать обладателем титула (матч закончился победой мюнхенского клуба со счётом 3:1). 27 августа 2021 года в матче чемпионата Германии против «Хоффенхайма» забил свой первый гол в сезоне и отдал голевую передачу на Джованни Рейну (матч закончился со счётом 3:2 в пользу «Боруссии»). В матче первого тура группового этапа Лиги чемпионов против «Бешикташа» также забил гол и ассистировал Эрлингу Холанду (2-1 в пользу дортмундского клуба). Был номинирован на премию Golden Boy, вручаемую лучшему игроку Европы до 21 года, по результатам голосования которой занял второе место, уступив лишь испанскому полузащитнику «Барселоны» Педри. Всего же в сезоне 2021/22 провёл 44 матча за дортмундский клуб и забил 6 голов.

#### Сезон 2022/23
12 августа 2022 года были объявлены игроки, претендующие на премию Golden Boy, Беллингем во второй раз подряд вошёл в число номинантов. 1 октября 2022 года в матче чемпионата Германии против «Кёльна» впервые вывел дортмундскую команду в качестве капитана команды, став самым молодым капитаном в истории «Боруссии», через три дня, в матче группового этапа Лиги чемпионов против «Севильи» (4:1), стал самым молодым капитаном в истории турнира, забившим гол. Всего же в сезоне 2022/23 провёл 42 матча за дортмундский клуб и забил 14 мячей. По окончании сезона был признан лучшим игроком Бундеслиги 2022/23.
7 июня 2023 года «Боруссия Дортмунд» объявила о том, что Беллингем покинет клуб и присоединится к мадридскому «Реалу» после открытия трансферного окна.

### «Реал Мадрид»
14 июня 2023 года «Реал Мадрид» официально объявил о переходе Беллингема, согласно заявлению клуба с ним подписали контракт сроком на шесть лет. Сумма трансфера оценивается примерно в 133,9 млн евро, учитывая различные бонусы. Беллингем стал третьим игроком, которого «Реал» подписал за сумму, превышающую 100 млн евро, после Гарета Бейла в 2013 году и Эдена Азара в 2019 году. Дебютировал за клуб 12 августа 2023 года в матче 1-го тура чемпионата Испании против клуба «Атлетик Бильбао», выйдя в стартовом составе, а на 36-й минуте с передачи Давида Алабы забил свой первый мяч за «Реал». 26 ноября 2023 года, забив мяч в матче против «Кадиса» (3:0), Беллингем стал первым футболистом в истории «Реала», который забил 14 мячей в первых 15 матчах.
30 октября 2023 года журнал France Football объявил Беллингема обладателем Трофея Копа и награды Golden Boy.

## Карьера в сборной
Выступал за юношеские сборные Англии, был капитаном сборных до 15, 16 и 17 лет.
В 2019 году в составе сборной Англии до 17 лет принял участие в товарищеском турнире Syrenka Cup, который его сборная выиграла, а сам Беллингем стал лучшим игроком турнира.
10 ноября 2020 года был впервые вызван в основную сборную Англии, 13 ноября дебютировал за команду в матче против Ирландии, заменив на 73-й минуте Мейсона Маунта. Дебютировал в возрасте 17 лет 137 дней и стал третьим по этому показателю после Уэйна Руни и Тео Уолкотта.
В 2021 году был включён заявку сборной Англии на Евро-2020. В первом матче группового этапа со сборной Хорватии вышел на замену на 82-й минуте в возрасте 17 лет и 349 дней и стал самым молодым игроком в истории чемпионатов Европы (спустя шесть дней этот рекорд был побит игроком сборной Польши Кацпером Козловским, который дебютировал на чемпионате Европы в возрасте 17 лет и 246 дней). Всего же на турнире Беллингем провёл 3 матча, результативными действиями не отметился и завоевал с командой серебряные медали.
21 ноября 2022 года забил первый гол за сборную в матче чемпионата мира против сборной Ирана.

## Достижения

### Командные
«Боруссия» Дортмунд
- Обладатель Кубка Германии: 2020/21[37]

«Реал Мадрид»
- Чемпион Испании: 2023/24
- Обладатель Суперкубка Испании: 2023/24
- Победитель Лиги чемпионов УЕФА: 2023/24
- Обладатель Суперкубка УЕФА: 2024
- Обладатель Межконтинентального кубка: 2024

Сборная Англии
- Серебряный призёр чемпионата Европы (2): 2020[38], 2024

Сборная Англии (до 17 лет)
- Обладатель Кубка Сиренки: 2019[39]

### Личные
- Лучший игрок Кубка Сиренки: 2019[40]
- Молодой игрок месяца Английской футбольной лиги: ноябрь 2019[41]
- Молодой игрок года в «Бирмингем Сити»: 2019/20[42]
- Молодой игрок сезона Английской футбольной лиги: 2019/20[43]
- Новичок года в Чемпионшипе: 2019/20[44]
- Новичок месяца Бундеслиги: сентябрь 2020[45]
- Лучший новичок Бундеслиги по мнению VDV: 2020/21[46]
- Входит в состав символической команды сезона в Бундеслиге (2): 2021/22[47], 2022/23[48]
- Входит в состав символической команды сезона в Бундеслиге по мнению VDV (2): 2021/22[49], 2022/23[50]
- Игрок сезона в Бундеслиге: 2022/23[22]
- Игрок сезона в Бундеслиге по мнению VDV: 2022/23[51]
- Игрок месяца Ла Лиги (2): август 2023[52], октябрь 2023[53]
- Игрок сезона Ла Лиги: 2023/24[54]
- Обладатель Трофея Копа: 2023[29]
- Обладатель премии Golden Boy: 2023[30]
- Обладатель премии Laureus World Sports Award «Прорыв года»: 2024[2]
- Вошёл в символическую сборную Ла Лиги (2): 2023/24[55], 2024/25[56]
- Вошёл в символическую сборную Лиги чемпионов УЕФА: 2023/24[57]
- Входит в состав символической сборной сезона по версии ESM: 2023/24[58]

## Статистика выступлений

### Клубная статистика
| Выступление         | Выступление      | Выступление      | Лига | Лига | Кубки | Кубки | Еврокубки | Еврокубки | Итого | Итого |
| Клуб                | Лига             | Сезон            | Игры | Голы | Игры  | Голы  | Игры      | Голы      | Игры  | Голы  |
| ------------------- | ---------------- | ---------------- | ---- | ---- | ----- | ----- | --------- | --------- | ----- | ----- |
| Бирмингем Сити      | Чемпионшип       | 2019/20          | 41   | 4    | 3     | 0     | —         | —         | 44    | 4     |
| Бирмингем Сити      | Итого            | Итого            | 41   | 4    | 3     | 0     | —         | —         | 44    | 4     |
| Боруссия (Дортмунд) | Бундеслига       | 2020/21          | 29   | 1    | 7     | 2     | 10        | 1         | 46    | 4     |
| Боруссия (Дортмунд) | Бундеслига       | 2021/22          | 32   | 3    | 4     | 0     | 8         | 3         | 44    | 6     |
| Боруссия (Дортмунд) | Бундеслига       | 2022/23          | 31   | 8    | 4     | 2     | 7         | 4         | 42    | 14    |
| Боруссия (Дортмунд) | Итого            | Итого            | 92   | 12   | 15    | 4     | 25        | 8         | 132   | 24    |
| Реал Мадрид         | Ла Лига          | 2023/24          | 28   | 19   | 3     | 0     | 12        | 4         | 43    | 23    |
| Реал Мадрид         | Ла Лига          | 2024/25          | 31   | 9    | 6     | 2     | 14        | 3         | 51    | 14    |
| Реал Мадрид         | Итого            | Итого            | 59   | 28   | 9     | 2     | 26        | 7         | 94    | 37    |
| Всего за карьеру    | Всего за карьеру | Всего за карьеру | 192  | 44   | 27    | 6     | 51        | 15        | 270   | 65    |

1. ↑  Кубок Англии, Кубок АФЛ, Кубок Германии, Суперкубок Германии, Суперкубок Испании.
2. ↑  Лига чемпионов УЕФА, Межконтинентальный кубок, Суперкубок УЕФА.

### Матчи за сборную
| Матчи Беллингема за сборную Англии | Матчи Беллингема за сборную Англии | Матчи Беллингема за сборную Англии | Матчи Беллингема за сборную Англии | Матчи Беллингема за сборную Англии | Матчи Беллингема за сборную Англии |
| №                                  | Дата                               | Соперник                           | Счёт                               | Голы                               | Турнир                             |
| ---------------------------------- | ---------------------------------- | ---------------------------------- | ---------------------------------- | ---------------------------------- | ---------------------------------- |
| 1                                  | 13 ноября 2020                     | Ирландия                           | 3:0                                |                                    | Товарищеский матч                  |
| 2                                  | 25 марта 2021                      | Сан-Марино                         | 5:0                                |                                    | Отборочный турнир ЧМ-2022          |
| 3                                  | 2 июня 2021                        | Австрия                            | 1:0                                |                                    | Товарищеский матч                  |
| 4                                  | 6 июня 2021                        | Румыния                            | 1:0                                |                                    | Товарищеский матч                  |
| 5                                  | 13 июня 2021                       | Хорватия                           | 1:0                                |                                    | Финальный турнир ЧЕ-2020           |
| 6                                  | 22 июня 2021                       | Чехия                              | 1:0                                |                                    | Финальный турнир ЧЕ-2020           |
| 7                                  | 3 июля 2021                        | Украина                            | 4:0                                |                                    | Финальный турнир ЧЕ-2020           |
| 8                                  | 5 сентября 2021                    | Андорра                            | 4:0                                |                                    | Отборочный турнир ЧМ-2022          |
| 9                                  | 12 ноября 2021                     | Албания                            | 5:0                                |                                    | Отборочный турнир ЧМ-2022          |
| 10                                 | 15 ноября 2021                     | Сан-Марино                         | 10:0                               |                                    | Отборочный турнир ЧМ-2022          |
| 11                                 | 26 марта 2022                      | Швейцария                          | 2:1                                |                                    | Товарищеский матч                  |
| 12                                 | 29 марта 2022                      | Кот-д’Ивуар                        | 3:0                                |                                    | Товарищеский матч                  |
| 13                                 | 4 июня 2022                        | Венгрия                            | 0:1                                |                                    | Лига наций УЕФА 2022/2023          |
| 14                                 | 7 июня 2022                        | Германия                           | 1:1                                |                                    | Лига наций УЕФА 2022/2023          |
| 15                                 | 14 июня 2022                       | Венгрия                            | 0:4                                |                                    | Лига наций УЕФА 2022/2023          |
| 16                                 | 23 сентября 2022                   | Италия                             | 0:1                                |                                    | Лига наций УЕФА 2022/2023          |
| 17                                 | 26 сентября 2022                   | Германия                           | 3:3                                |                                    | Лига наций УЕФА 2022/2023          |
| 18                                 | 21 ноября 2022                     | Иран                               | 6:2                                | 1                                  | Финальный турнир ЧМ-2022           |
| 19                                 | 25 ноября 2022                     | США                                | 0:0                                |                                    | Финальный турнир ЧМ-2022           |
| 20                                 | 29 ноября 2022                     | Уэльс                              | 3:0                                |                                    | Финальный турнир ЧМ-2022           |
| 21                                 | 4 декабря 2022                     | Сенегал                            | 3:0                                |                                    | Финальный турнир ЧМ-2022           |
| 22                                 | 10 декабря 2022                    | Франция                            | 1:2                                |                                    | Финальный турнир ЧМ-2022           |
| 23                                 | 23 марта 2023                      | Италия                             | 2:1                                |                                    | Отборочные матчи Евро-2024         |
| 24                                 | 26 марта 2023                      | Украина                            | 2:0                                |                                    | Отборочные матчи Евро-2024         |
| 25                                 | 9 сентября 2023                    | Украина                            | 1:1                                |                                    | Отборочные матчи Евро-2024         |
| 26                                 | 12 сентября 2023                   | Шотландия                          | 3:1                                | 1                                  | Товарищеский матч                  |
| 27                                 | 17 октября 2023                    | Италия                             | 3:1                                |                                    | Отборочные матчи Евро-2024         |
| 28                                 | 23 марта 2024                      | Бразилия                           | 0:1                                |                                    | Товарищеский матч                  |
| 29                                 | 26 марта 2024                      | Бельгия                            | 2:2                                | 1                                  | Товарищеский матч                  |
| 30                                 | 16 июня 2024                       | Сербия                             | 1:0                                | 1                                  | Финальный турнир ЧЕ-2024           |
| 31                                 | 20 июня 2024                       | Дания                              | 1:1                                |                                    | Финальный турнир ЧЕ-2024           |
| 32                                 | 25 июня 2024                       | Словения                           | 0:0                                |                                    | Финальный турнир ЧЕ-2024           |
| 33                                 | 30 июня 2024                       | Словакия                           | 2:1                                | 1                                  | Финальный турнир ЧЕ-2024           |
| 34                                 | 6 июля 2024                        | Швейцария                          | 1:1                                |                                    | Финальный турнир ЧЕ-2024           |
| 35                                 | 10 июля 2024                       | Нидерланды                         | 2:1                                |                                    | Финальный турнир ЧЕ-2024           |
| 36                                 | 14 июля 2024                       | Испания                            | 1:2                                |                                    | Финальный турнир ЧЕ-2024           |
| 37                                 | 10 октября 2024                    | Греция                             | 1:2                                | 1                                  | Лига наций УЕФА 2024/2025          |
| 38                                 | 13 октября 2024                    | Финляндия                          | 3:1                                |                                    | Лига наций УЕФА 2024/2025          |
| 39                                 | 14 ноября 2024                     | Греция                             | 3:0                                |                                    | Лига наций УЕФА 2024/2025          |
| 40                                 | 17 ноября 2024                     | Ирландия                           | 5:0                                |                                    | Лига наций УЕФА 2024/2025          |
| 41                                 | 21 марта 2025                      | Албания                            | 2:0                                |                                    | Отборочный турнир ЧМ-2026          |

Итого: 41 матч / 6 голов; 26 побед, 8 ничьих, 7 поражений.